# Winna Góra (Nowy Sącz)
Winna Góra (353 m) – wzniesienie na terenie Nowego Sącza, na osiedlu Biegonice. Pod względem geograficznym znajduje się w mezoregionie Kotlina Sądecka.
W północno-zachodniej części wzgórza Winna Góra, w pobliżu ujścia rzeki Poprad do Dunajca funkcjonował gród, którego lata istnienia jedni badacze określają na VIII–X wiek, inni przesuwają je na okres XI–XIII w. Zajmował powierzchnię ok. 3–4 ha, miał dwa pierścienie wałów konstrukcji rusztowej o wysokości 6 m i szerokości do 8 metrów oraz fosę o szerokości 3 m.
Wały ziemne broniły grodu, który kontrolował biegnący nieopodal szlak handlowy.
Wielowiekowa działalność rolnicza niemal doszczętnie zatarła jego ślady, stąd duże trudności w prawidłowym rozpoznaniu i datowaniu części składowych.
Od strony rzeki znajduje się nieczynny kamieniołom, z którego kamień posłużył przy budowie biegonickiego kościoła.
Winna Góra jest punktem obserwacyjnym, z którego dobrze widać pasmo Beskidu Sądeckiego, Pasmo Radziejowej i cały Nowy i Stary Sącz.
Od 1932 roku do wybuchu II wojny światowej na Winnej Górze funkcjonowało szybowisko Aeroklubu Krakowskiego. 
W 1934 r. na pamiątkę 1900-lecia śmierci Jezusa Chrystusa ustawiono na Winnej Górze drewniany krzyż, który wymieniono na nowy w roku 1989.
Słowo "winna" nawiązuje do czasów najdawniejszych i porastającej południowy stok góry winorośli.